# Nevada City (Nevada)
Nevada City é uma cidade fantasma no condado de Churchill, estado de Nevada, nos Estados Unidos.  